# Filarmónica União Taveirense
A Filarmónica União Taveirense, nome original atribuído mais tarde pelo Rei D. Manuel II  “Real Philarmónica União Taveirense” é uma das mais antigas bandas filarmónicas portuguesas. Além das suas atividades como grupo musical sempre cumpriu com fidelidade os objectivos para os quais foi criada: fomentar o desenvolvimento da cultura e da música local e regional.

## História
Reinava em Portugal D. Luís I, quando D. Duarte Melo (Visconde de Taveiro) e o Padre da paróquia João Pessoa Godinho, a 21 de abril de 1869, criaram a Filarmónica que deveria dedicar-se ao ensino da música e outras atividades culturais. A vida intelectual de Portugal estava em apogeu com Antero de Quental e Eça de Queiroz. Esta Filarmónica precedeu dois anos a criação da Sociedade Filarmónica União Seixalense que ainda existe.
Em 1969 a filarmónica recebe pelo Presidente da República a Comenda de Ordem de Benemerência e a 25 de Abril de 1995 a Medalha de Mérito Cultural da Câmara Municipal de Coimbra.  Em 1997, a Presidência do Conselho de Ministros  considera-a como "Instituição de utilidade pública"
Participavam na vida desta Filarmónica os trabalhadores rurais. Só posteriormente os trabalhadores fabris e os comerciantes começaram a tomar parte ativa. Hoje, todas as classes sociais estão aí representadas e o ensino da música aos jovens é uma das suas bases. Vários Maestros se sucederam, como o Maestro Cordeiro, até 1945, Maestros Jóia e Gentil em 1945, mas o nível artístico foi realmente implementado quando o Maestro Sílvio Rajado (pai) integrou a Filarmónica em 1959. Em 1984, passa o seu lugar ao seu filho, Silvio Balhau S. Rajado (filho). Outros Maestros credenciados foram: 1989- José Agante Ferreira, 1994 - João Oliveira, 1999 - Jorge Pereira 2003 - João Oliveira e 2004 - João Paulo Fernandes. Sob a orientação deste último é lançado o primeiro CD "FUTSUITE
Desde então esta banda tem atuado por todo o País e no estrangeiro incluindo no Brasil, Espanha, Luxemburgo. Funcionando como uma academia de música, centenas de alunos começaram os seus estudos nesta filarmónica e continuaram posteriormente em Escolas superiores. Estágios e Master Classes contribuem para o seu rápido progresso.
A 1 de Outubro de 2005 teve lugar o 1.º Concurso Nacional de Bandas – Cidade de Aveiro. A Filarmónica União Taveirense ganhou o 1º lugar. Alguns anos mais tarde, a FUT teve oportunidade de participar no XII Certamen Internacional de Bandas de Música em La Sénia e conquistar um honroso 2º lugar.

## Prémios e Condecorações
- 14 de Julho de 1969 Comenda de Ordem de Benemerência pelo Presidente da República Américo Tomás (atualmente definido como Membro-Honorário da Ordem de Mérito)
- 25 de Abril de 1995 a Medalha de Mérito Cultural da Câmara Municipal de Coimbra
- 3 de Junho de 1997, a Presidência do Conselho de Ministros considera-a como "Instituição de Utilidade Pública"
- 1 de Outubro de 2005  1º lugar no 1º Concurso Nacional de Bandas da Cidade de Aveiro.[5]
- 7 de Abril de 2018 2º lugar no XII Certamen Internacional de Bandas de Música em La Sénia[6]

## Discografia
- FUT SUITE (2005)